# Dasychira plesia
Dasychira plesia är en fjärilsart som beskrevs av Collenette 1938. Dasychira plesia ingår i släktet Dasychira och familjen tofsspinnare. Inga underarter finns listade i Catalogue of Life.